# (100512) 1997 AN20
(100512) 1997 AN20 es un asteroide perteneciente al cinturón de asteroides, descubierto el 11 de enero de 1997 por el equipo del Spacewatch desde el Observatorio Nacional de Kitt Peak, Arizona, Estados Unidos.

## Designación y nombre
Designado provisionalmente como 1997 AN20.

## Características orbitales
1997 AN20 está situado a una distancia media del Sol de 2,995 ua, pudiendo alejarse hasta 3,258 ua y acercarse hasta 2,731 ua. Su excentricidad es 0,087 y la inclinación orbital 1,663 grados. Emplea 1893,26 días en completar una órbita alrededor del Sol.

## Características físicas
La magnitud absoluta de 1997 AN20 es 15,6. Tiene 3,183 km de diámetro y su albedo se estima en 0,11.